# Palácio da Justiça (Lisboa)

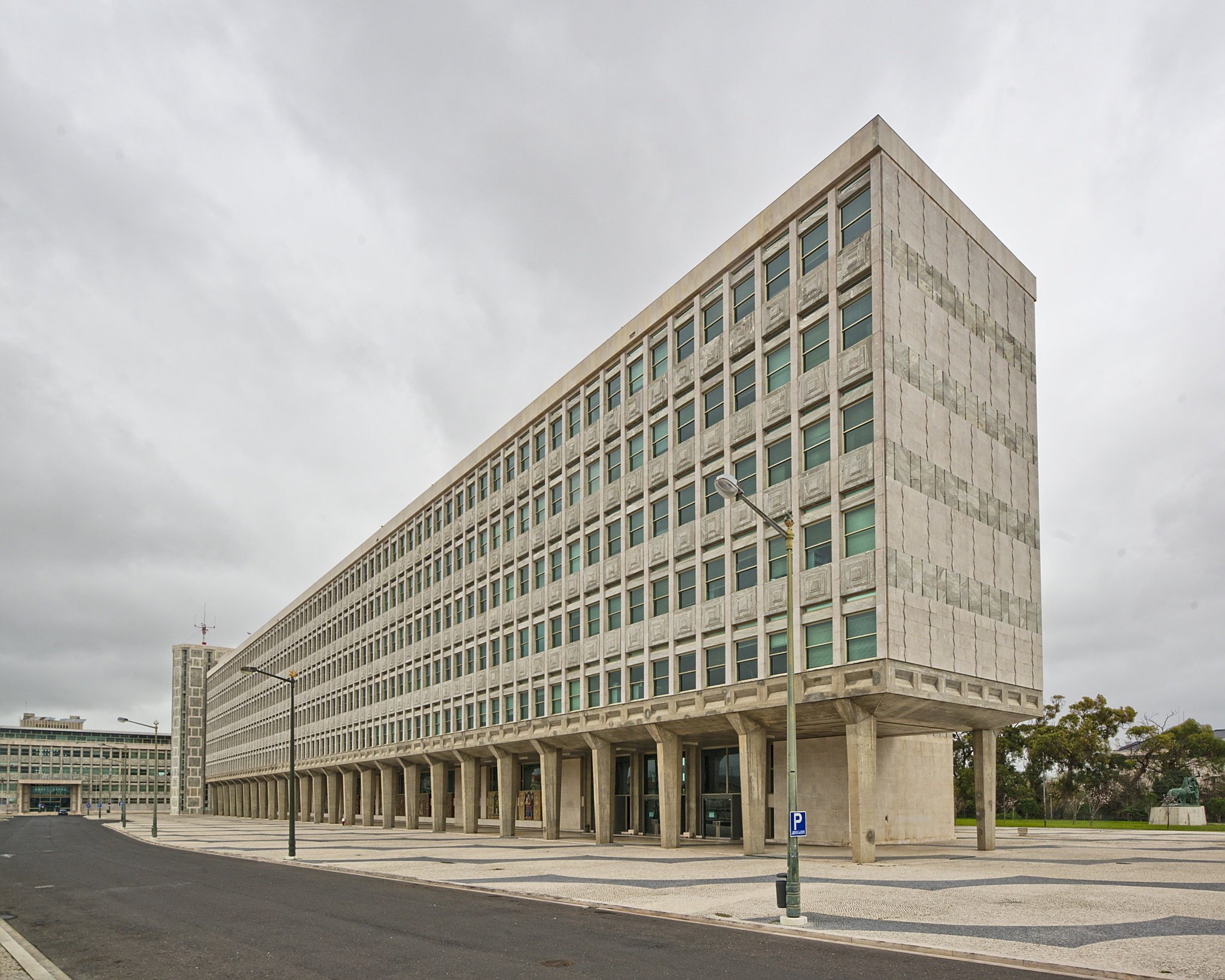
Fachada principal do Palácio da Justiça

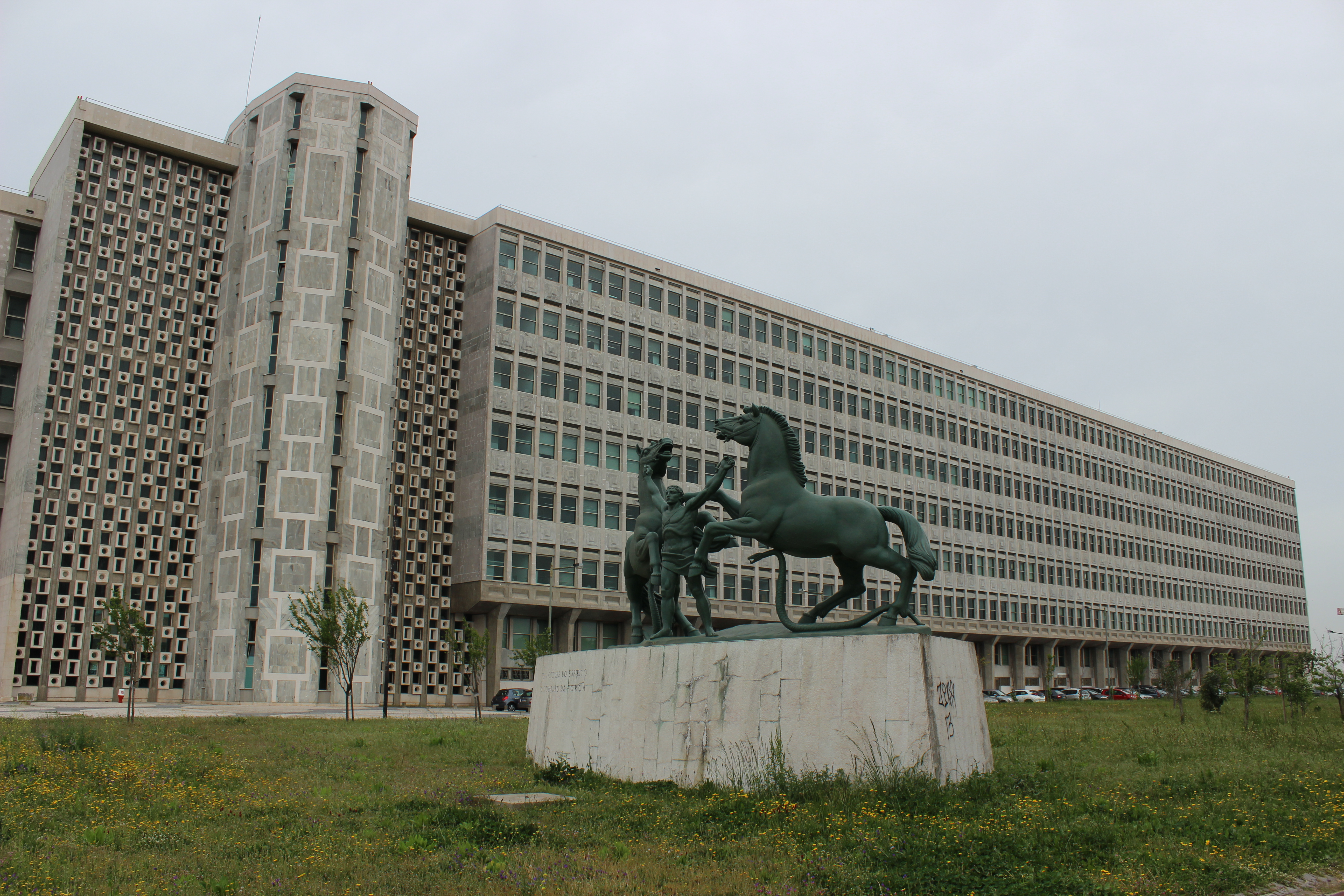
Palácio da Justiça: escultura "O Direito Dominado pela Força" de Leopoldo de Almeida e fachada este do edifício do Tribunal Cível.

O Palácio da Justiça de Lisboa é um complexo de edifícios judiciais localizado na Rua Marquês de Fronteira, Lisboa, Portugal. Tendo sido inaugurado em 1970, atualmente alberga vários dos juízos e outros órgãos do Tribunal Judicial da Comarca de Lisboa, bem como serviços do Ministério Público. 

## Arquitetura
O edifício, de estilo brutalista, foi projetado pelos arquitetos Januário Godinho e João Andresen em 1962. As obras começaram em 1966 a cargo da empresa Edifer e foram concluídas seis meses antes da data prevista. Do plano original que incluía quatro edifícios, foram construídos apenas os dos então tribunais Cível e de Polícia. À data da inauguração foram instalados, no edifício do Tribunal Cível, os serviços de 15 juízos cíveis e 7 varas cíveis, constituindo 22 núcleos. 

## História
A vontade de construir um Palácio da Justiça em Lisboa remonta a 13 de Agosto de 1926, data da portaria que cria uma comissão destinada ao estudo do projeto. Em 1927 sai a portaria nomeando os arquitetos Adães Bermudes e Leonel Gaia, como vogais da comissão de obras do Palácio da Justiça de Lisboa.
Em 1967, o arquiteto Raul Lino ficou responsável pela coordenação de uma comissão artística com vista à inclusão de obras de arte neste novo equipamento que se teria de articular com a equipa de arquitetura. Para o pórtico de entrada, após uma sugestão de Raul Lino, foi atribuída a obra a três ceramistas: a Jorge Barradas foi destinada a concepção de quatro painéis, executados em 1969, intitulados "A Justiça", "O Juiz de Fora", "O Código" e "A Balança"; a Júlio Resende, seis painéis, alusivos à "Sapiência", "Verdade", "Fortaleza", "Serenidade", "Temperança" e "Prudência"; e a Querubim Lapa, seis painéis, intitulados "Adão e Eva expulsos do Paraíso", "o Direito que possibilita a Paz entre os Homens e a suas glórias", "Criação de um Código", "a prática da Justiça apoiada no Direito", "Esprito da Ordem" e "Temperança". Por sua vez o arquitecto José Luís Cruz da Silva Amorim ficou  responsável pelos estudos relativos ao mobiliário fixo e respectivos acertos arquitectónicos, bem como ao equipamento de mobiliário móvel. Quem fez os ascensores foi a Sociedade portuguesa dos ascensores Schindler, Lda.

## Ocupação atual
O Palácio da Justiça alberga atualmente as seguintes unidades:
- Tribunal da Comarca de Lisboa

1. Juízo Central Cível de Lisboa
2. Juízo de Comércio de Lisboa
3. Juízo do Trabalho de Lisboa
4. Juízo Local Cível de Lisboa
5. Unidade Central de Lisboa

- Procuradoria da República da Comarca de Lisboa

1. Coordenação da Procuradoria da República
2. Procuradoria do Juízo do Comércio de Lisboa
3. Procuradoria do Juízo do Trabalho de Lisboa

- Tribunais
- Procuradoria da República do Tribunal Marítimo
- Tribunal da Propriedade Intelectual
- Procuradoria da República do Tribunal da Propriedade Intelectual